# Armando Mallet Simonetti
Armando Mallet Simonetti (Valparaíso, 30 de noviembre de 1915-Santiago, 24 de mayo de 1957) fue un abogado y político socialista chileno. Fue ministro de Educación del Presidente Gabriel González Videla entre 1948 y 1950.

## Biografía

### Actividades profesionales
Estudió en el Colegio de los Agustinos, de los Sagrados Corazones y luego siguió Derecho en el Curso de Leyes de los Sagrados Corazones. Juró como abogado el 20 de mayo de 1944. Su tesis se tituló “Asignaciones familiares”.
Se desempeñó como abogado de la Caja de Previsión de los Empleados Particulares, en 1940 era administrador de la Caja en Talca. Además, fue secretario general de la Dirección Superior de Previsión Social; consejero delegado ante la Caja de la Marina Mercante; consejero de la Caja de Accidentes del Trabajo. Subsecretario del Ministerio de Salubridad, Previsión y Asistencia Social en 1946. 
En el aspecto académico fue ayudante de la cátedra de Derecho Civil y profesor de Derecho del Trabajo en la Universidad de Chile en 1945.
Dirigió la revista de los Sagrados Corazones. Presidente de la Academia Jurídica de estudiantes de los Sagrados Corazones. Participó en el Congreso Interamericano de Seguridad Social, realizado en Santiago en 1943. También asistió a la Conferencia Tripartita Internacional Sanitaria, celebrada en Lima en 1946; y al Congreso Internacional de la Unesco, efectuado en París, en 1951.

### Actividades políticas
Militó en el Partido Socialista. Fue presidente de la Federación de Estudiantes de Valparaíso; miembro del Consejo Ejecutivo de la Federación de Instituciones de Empleados Particulares (FIEP).
Fue nombrado Ministro de Educación Pública, por el presidente Gabriel González Videla, y ejerció desde el 22 de julio de 1948 al 7 de febrero de 1950. Formó parte del gabinete de Concentración Nacional, representando al sector del PS que apoyó la Ley de Defensa Permanente de la Democracia.
Tras dejar su cargo, desplazó a Bernardo Ibáñez Águila del liderazgo del partido asumiendo como Secretario General. Allí dio un vuelco a la colectividad y se acercó a los sectores disidentes del Partido Socialista Popular para conformar el Frente Nacional del Pueblo, coalición que junto al prohibido Partido Comunista proclamó la candidatura de Salvador Allende para la elección presidencial de 1952.
Fue elegido diputado por la 6ª Agrupación Departamental de Valparaíso y Quillota, en los periodos de 1953 a 1957. En su primer periodo parlamentario integró las comisiones de Hacienda y Policía Interior y Reglamento.
Murió siendo diputado en Santiago el 24 de mayo de 1957; el día anterior había jurado en su lecho de enfermo como diputado por un nuevo periodo. Se realizó una elección complementaria para reemplazarlo, la que fue ganada por el socialista Alonso Zumaeta Faune, quien se incorporó a la Cámara el 27 de agosto de ese mismo año.